# Alexander Frederick Richmond Wollaston
Alexander Frederick Richmond Wollaston, noto anche come Sandy Wollaston (Bristol, 22 maggio 1875 – Cambridge, 3 giugno 1930), è stato un esploratore, medico, botanico e alpinista britannico.
Partecipò a varie spedizioni del primo '900; ebbero particolare importanza tra queste la spedizione del British Museum sul Ruwenzori, le due condotte in Nuova Guinea nei pressi del monte Carstensz e la prima spedizione britannica sul monte Everest. Prendono il suo nome un picco sul monte Baker, nel massiccio del Ruwenzori, e alcune specie di pipistrello (Hipposideros wollastoni), di sauro (Sphenomorphus wollastoni) e di rana (Litoria wollastoni), nonché una primula (Primula wollastonii).

## Biografia
Nato a Clifton, un distretto di Bristol, il 22 maggio 1875, Alexander Frederick Richmond Wollaston discendeva da una famiglia di scienziati e artisti. Laureatosi al King's College di Cambridge nel 1896, ottenne la qualifica di chirurgo nel 1903; abbandonata la professione medica dopo essersi appassionato alla natura e alle esplorazioni, tuttavia, cominciò presto a viaggiare in Egitto, in Sudan, in Lapponia e in Giappone. In Scozia e nelle Dolomiti cominciò a praticare l'alpinismo.
Nel 1905 prese parte alla spedizione organizzata dal British Museum sul Ruwenzori, con la speranza di essere il primo uomo a calcarne la cima. In tale occasione però fu battuto sul tempo dal Duca degli Abruzzi Luigi Amedeo di Savoia-Aosta, con il quale diede vita ad una competizione rimasta sempre su toni estremamente cavallereschi. Nel febbraio del 1906 scalò il punto culminante del monte Baker, scoprendo solo in seguito che non si trattava del punto più alto del massiccio; al picco fu in seguito assegnato il suo nome.
Nel 1910 Wollaston approfittò della sua qualifica di medico per entrare nella spedizione che la British Ornithological Union (BOU) aveva programmato in Nuova Guinea per addentrarsi in alcune porzioni sconosciute di giungla e raccogliere esemplari biologici; il gruppo di 170 uomini risalì il fiume Mimika, che però, contrariamente alle sue speranze, non arrivò alle pendici del monte Carstensz. Al ritorno in Inghilterra raccolse le sue esperienze nel volume Pygmies and Papuans.
Nel 1912 Wollaston diresse una nuova spedizione in Nuova Guinea, stavolta lungo il fiume Utakwa, un centinaio di chilometri più ad est della precedente; nel gruppo accolse anche 132 soldati olandesi per la sua protezione e un solo naturalista, Cecil Boden Kloss, che individuò numerose nuove specie di piante, mammiferi, uccelli e rettili. Arrivato al monte Carstensz, non riuscì a raggiungerne la cima per soli 400 m, e fu costretto a tornare indietro dalla mancanza di approvvigionamenti. Una terza spedizione non poté essere effettuata a causa dello scoppio della prima guerra mondiale; Wollaston si arruolò nella Royal Navy e combatté nell'Africa Orientale Tedesca e, nel 1919, contro i bolscevichi durante la guerra civile russa.
Nel 1921 si unì alla prima spedizione britannica al monte Everest in qualità di medico, ornitologo e botanico; in tale veste scoprì una nuova specie di primula, chiamata in suo onore Primula wollastonii. Al ritorno in patria sposò Mary Meinertzhagen, sorella dell'amico Richard Meinertzhagen, con la quale ebbe tre figli; abbandonò le spedizioni per dedicarsi alla famiglia e all'insegnamento.
Il 3 giugno 1930 Wollaston fu ucciso nella sua stanza al King's College di Cambridge da uno studente suo allievo, Douglas Newton Potts, che sparò anche ad un agente di polizia prima di suicidarsi, in quello che fu un clamoroso episodio di omicidio-suicidio.